# 波托里齊亞
50°27′14″N 24°17′24″E / 50.45389°N 24.29000°E
波托里齊亞（烏克蘭語：Поториця），是烏克蘭西部的村莊，隸屬利維夫州的舍普季茨基區。該村始建於1600年，面積1.52平方公里，海拔高度205米，2020年該城鎮人口1,100。